# Heavy metal

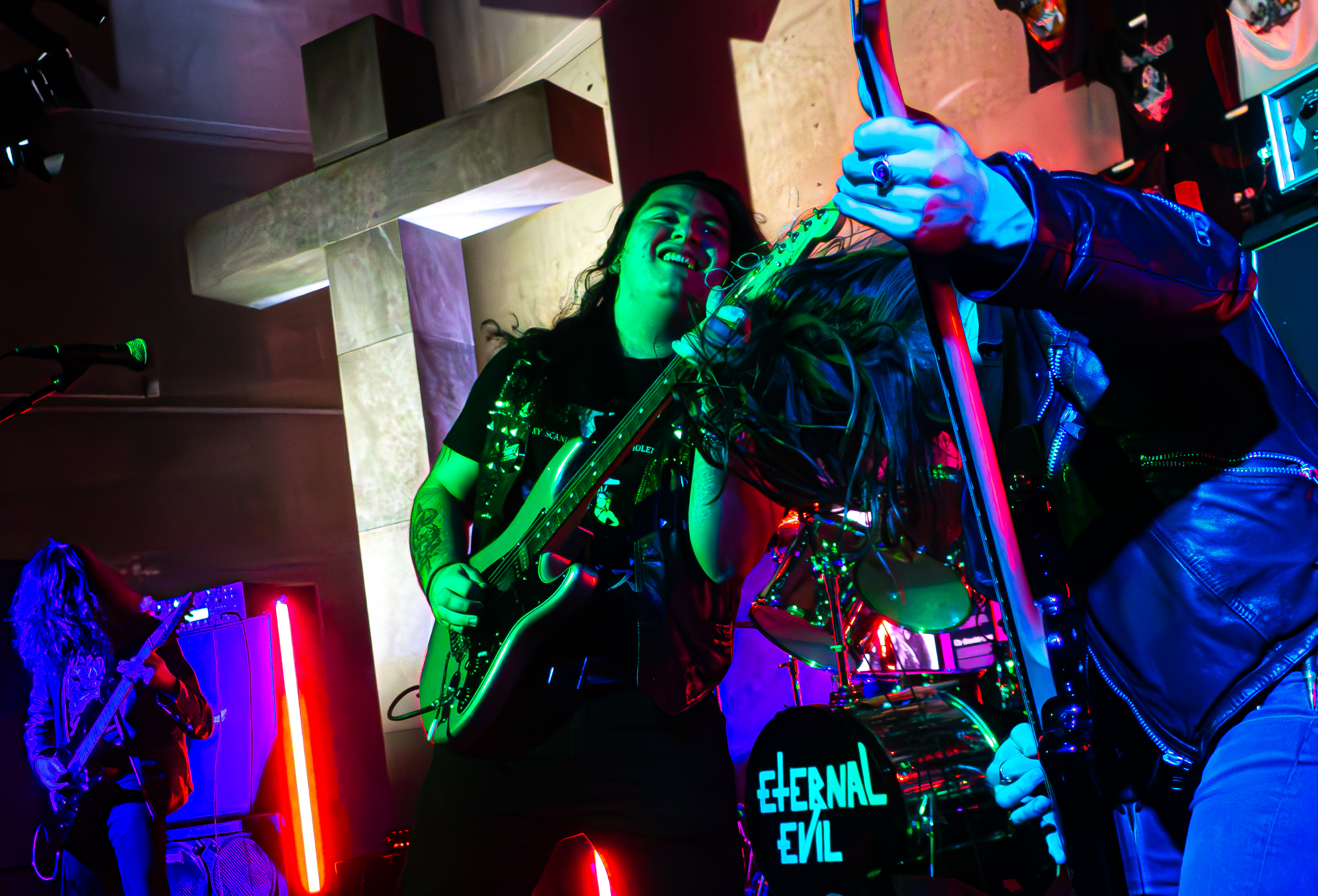
Thrash metal-bandet Eternal Evil under premiären av Total Metal-utställning 2025 på Kulturhuset Stadsteatern i Stockholm. (bild ur dito film.)

Heavy metal (eller bara metal) är en genre inom rockmusik som utvecklades från slutet av 1960-talet till början av 1970-talet, främst i Storbritannien och USA. Med rötter i bluesrock och psykedelisk rock utvecklade banden som skapade heavy metal ett tjockt, massivt sound, karaktäriserat av högt förstärkt distorsion, långa gitarrsolon och en generell högljuddhet. Genren förknippas ofta med maskulinitet, aggressivitet och machismo.
De första heavy metal-banden som Led Zeppelin, Black Sabbath och Deep Purple fick en stor publik fastän de ofta hånades av kritiker, en status som varit vanligt förekommande genom genrens historia. Under 1970-talets mitt bidrog Judas Priest till att utöka genren genom att slopa en stor del av dess bluesinfluens; Motörhead visade upp en punkorienterad stil och mer betoning på snabbhet. I slutet av 1970-talet följde band inom New Wave of British Heavy Metal (NWOBHM) som Iron Maiden och Saxon i en liknande väg. Innan decenniets slut hade heavy metal-fans blivit kända som hårdrockare eller "headbangers". 
Under 1980-talet blev glam metal en kommersiell succé med grupper som Mötley Crüe och Poison. Ur undergroundscenerna uppstod en rad aggressivare stilar: thrash metal nådde mainstreampopularitet med band som Metallica, Megadeth, Slayer och Anthrax, medan andra extrema metalgenrer såsom death metal och black metal förblivit subkulturella fenomen. Sedan mitten av 1990-talet har populära stilar vidgat genrens definition ytterligare. Några av dessa är groove metal (med band som Pantera) och nu metal (med band som Slipknot, Korn och Linkin Park), där den senare ofta blandar in element av grunge och hiphop.

## Kännetecken
Kännetecknande för metal är utvecklingen ifrån traditionell rocklyrik mot en större fokus på ondska, krig, brutalitet, våld och närliggande ämnen, vilket är särskilt tydligt inom de extrema subgenrerna death metal och black metal. Låttexterna omfattar dock allt ifrån kärleksballader till detaljerade skildringar av patologiska undersökningar och det är svårt att fälla ett allmänt omdöme om tematiken, då denna behandlar alla tänkbara områden.
Något som dock är typiskt för heavy metal-grupper är musikinstrumenten. Elbas, trummor samt en eller två (distade) elgitarrer. Synth och andra klaviaturinstrument förekommer hos vissa grupper, men oftast inte.

### Heavy metalsmusikteori
Heavy metal kännetecknas bland annat av frånvaron av de traditionella ackordföljder (så kallad visharmonik) som hårdrocken delar med mer traditionell rock och populärmusik överhuvudtaget. I stället är låtarna ofta modala med kvintackord eller mollackord, men nästan aldrig durackord. En typisk låt i e-moll kan till exempel röra sig mellan ackorden E5, F#5 och G5 (femackord (kvintackord) är samma sak som ackord med utesluten ters). Typiskt är att lägga många (till exempel 16) takter på varje ackord med ett riff som upprepas hela tiden. Sedan flyttas allt upp till exempel ett helt tonsteg från E5 till F#5 för att senare falla tillbaka. Att en hel vers eller annat längre parti i en låt kan ha bara två ackord är ingen ovanlighet. Observera att när ackord på tonartens ters förekommer är det nästan alltid molltersen (som i exemplet ovan med G5) eftersom den underliggande skalan är i moll. Vad gäller skalans septima är den (om den förekommer) ofta låg, vilket skulle motsvara D5 i vårt exempel.

### Kultur
Heavy metal har ofta klassats som subkultur, i motsats till mainstream, den dominerande populärkulturen. Stereotypen är en tonåring som utför headbanging och skruvar upp volymen. Denna stereotypbild har använts i populärkulturen. Men många aspekter av heavy metal har å andra sidan efter fyrtio år med hårdrock blivit mainstream inom rockmusiken – åtminstone i västvärlden. Band som Deep Purple, Led Zeppelin, Black Sabbath, Iron Maiden, Hammerfall, Metallica m.fl. tillhör år 2010 knappast subkulturen längre utan snarare mainstreamkulturen. Eftersom gränserna har tänjts och metal inte längre tveklöst är subkultur kunde ett band som Lordi vinna Eurovision Song Contest 2006. Detta var inte vad många väntat sig i Eurovision Song Contest som i nästan alla tidigare år dominerats av popmusik.
2001 förbjöd Jordanien alla Metallica-album, både gamla, nya och kommande. I många andra länder har specifika skivor och/eller metalband förbjudits.

## Historia

### 1960-1970-talet

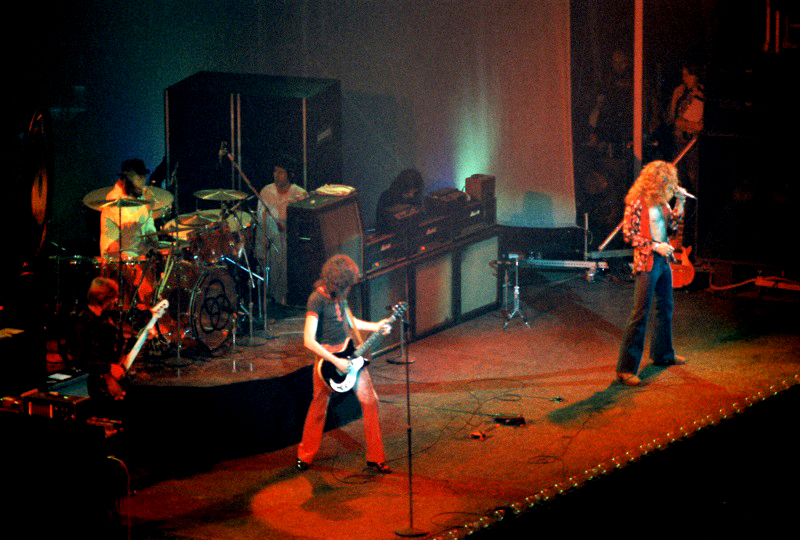
Led Zeppelin uppträder på Chicago Stadium i januari 1975.

Heavy metal utvecklades ur 1960-talets hårda rockmusik. Black Sabbath, Deep Purple, Budgie och Led Zeppelin lade grunderna för heavy metal med sina tunga riff. Thin Lizzy med frontfiguren Phil Lynott som startade i slutet av 60-talet hade sin storhetstid under 70-talet och har influerat många hårdrocksband.

### 1980-talet
Under 1980-talet hade band som Iron Maiden, Kiss, Scorpions, Judas Priest och Guns N' Roses stora kommersiella framgångar, medan grupper som Venom, svenska Bathory, Celtic Frost, Megadeth, Metal Church och Metallica var stora band inom de mer nyare subgenrerna black metal, death metal och thrash metal. 1980-talet var främst NWOBHM- och hair metal-bandens tid, och troligen metals kommersiellt sett mest framgångsrika tid. Grungens genomslag under 1990-talets början avslutade abrupt denna storhetstid, och under återstoden av decenniet förde metal ett mer undanskymt liv, för att på 2000-talet åter få ett uppsving. Så gott som alla heavy metal-genrer räknar dock 1980-talet som en nyckelperiod.
Bland nytillkomna subgenrer finner man den mer aggressiva stilen thrash metal, den första av de extrema genrerna. Där dominerade banden Metallica (album som Master of Puppets), Slayer (bland annat Reign in Blood), Megadeth (bland annat Peace Sells... But Who's Buying?) och Anthrax (Among The Living) medan även andra som Overkill och Sepultura slog igenom. I Tyskland framträdde Kreator, Sodom och Destruction. Thrash Metal var ett globalt fenomen, med band från i stort sett varje amerikanskt och europeiskt land. Banden från USA tog mycket av sina influenser från NWOBHM-vågen och spelade sin musik snabbare med mycket punkinfluenser. 
Även doom metal, som har sina rötter i Black Sabbaths långsammare hårdrock, räknar 1980-talet som en viktig tid. Amerikanska Saint Vitus, Pentagram och Trouble, svenska Candlemass samt brittiska Cathedral är av många ansedda som den tidiga doomens mest centrala band.
Såväl progressiv metal som power metal räknar också 1980-talet som ett betydelsefullt decennium. Exempel på power metal är Helloween och Yngwie Malmsteen.

### 1990-talet

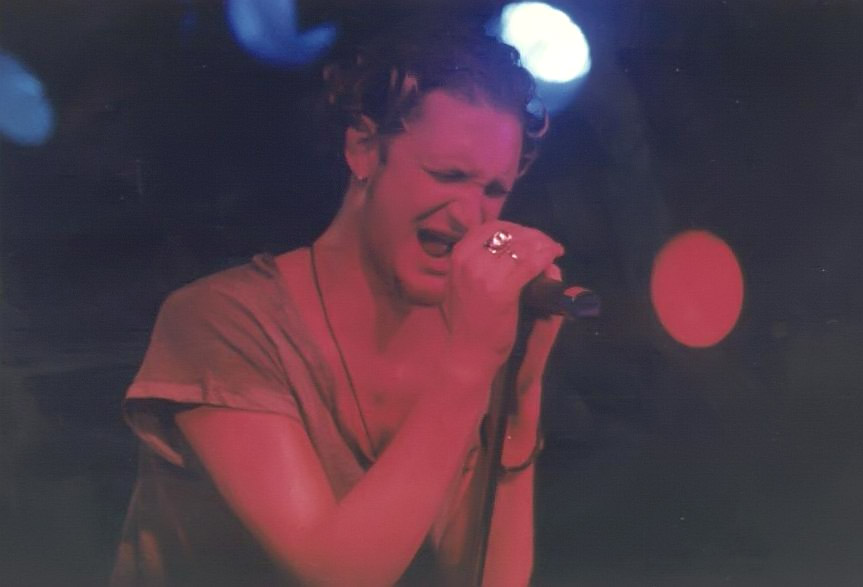
Layne Staley från Alice in Chains, en av de populäraste profilerna inom alternativ metal, uppträder 1992.

1990-talet var en tid då allt fler black metal- och death metal-band trädde fram. Darkthrone och Mayhem skapade några av black metals viktigaste alster. Svenska Entombed skapade med albumet Left Hand Path ett av den tidiga dödsmetallens mest epokgörande album. I USA lades grunderna för den amerikanska  death metal-scenen av band som Death, Morbid Angel och Deicide. Denna sorts dödsmetall kallas även Florida-döds, eftersom banden ofta härstammade från Florida.
At The Gates skapade Göteborgsdöds och utmanade på så sätt Florida-dödsens dominans, efter dem följde bland andra In Flames.
En kortare period av 1990-talets senare hälft hade nu-metal och rap-metal stora framgångar. Korn, Limp Bizkit och Slipknot attraherade många lyssnare. Dessa band fick mycket kritik av dem som var fans av den mer gamla skolan av heavy metal. En stor mängd band, ofta på det amerikanska skivbolaget Roadrunner Records, bildades och åtnjöt en tids popularitet. Marilyn Manson hade ett stort genombrott under 90-talet och attraherade lyssnare med ett flertal album. Man kan säga att gruppen är i genren heavy metal/shock metal.[källa behövs]
Gothic metal uppstod under 1990-talet ur death och doom metal. Inom denna mörka, deprimerande och melodiska typ av metal används ofta vacker och ljus kvinnosång sida vid sida med growls. Pionjärer inom genren anses vara Paradise Lost, med albumet Gothic.
I slutet av 1990-talet uppkom det omtvistade begreppet symphonic metal. Dessa band hämtade ibland inspiration ifrån gothic metal, ibland ifrån power metal och inte minst från symfonisk musik. Nämnvärda exempel är Within Temptation och Nightwish.